# Studio Brussel
Studio Brussel est une radio publique de la Communauté flamande de Belgique appartenant au groupe public VRT.

## Historique
Studio Brussel commence ses activités le 1er avril 1983 comme une chaîne régionale bruxelloise de l'ancienne chaîne BRT (actuellement VRT). Au début, il n'y a que des émissions pendant les heures de pointe. Les deux premiers présentateurs sont Paul De Wyngaert et Jan Hautekiet. Petit à petit, les heures d'émission sont étendues et Studio Brussel peut être écouté dans toute la Flandre. La chaîne émet surtout de la musique alternative souvent délaissée par les stations plus commerciales : surtout du rock, mais également du métal, du hip-hop, de la house ou encore de la techno. Elle promeut énormément la musique alternative et a la réputation de ne pas vouloir diffuser de la musique trop commerciale.
Elle couvre énormément le festival de Werchter et le Pukkelpop tous les étés avec de nombreuses émissions et interviews des artistes présents.
À la fin de l'année 2002, Studio Brussel adopte un nouveau visuel. Le logo avec des lettres "sauvages" est remplacé par une ellipse rouge avec, au milieu, le nom "Studio Brussel".
Le 24 avril 2006, Wim Oosterlinck quitte Studio Brussel. Ceci entraîne quelques changements : d'abord il y a le retour temporaire de Roos Van Acker et Tomas De Soete s'occupe des émissions du soir et les émissions du matin sont présentées, à partir de ce moment, par Peter Van de Veire.
Depuis septembre 2008, Tomas De Soete présente les programmes du matin et les programmes du midi sont présentés par Siska Schoeters. Entretemps, Peter Van de Veire quitte le Studio Brussel pour un nouveau poste à MNM.
Studio Brussel a une part de marché de 10,44 % et la chaîne atteint une moyenne 10,09 % des auditeurs. Aux Pays-Bas, Studio Brussel est la station de radio étrangère la plus écoutée. Elle est également un peu écoutée en Belgique francophone et dans le nord de la France.
En 2009, la part de marché de StuBru (9,8 %) reste quasiment inchangée. Il y a une toute petite diminution.
Le 4 février 2019, après 17 ans d'existence du logo "ellipse rouge", Studio Brussel adopte une nouvelle charte graphique et un nouveau logo. Une nouvelle grille des programmes est mise en place, avec Michelle Cuvelier à la présentation de la matinale (6h-9h). StuBru renforce sa présence sur les réseaux sociaux, et notamment sur YouTube avec des sessions live. 

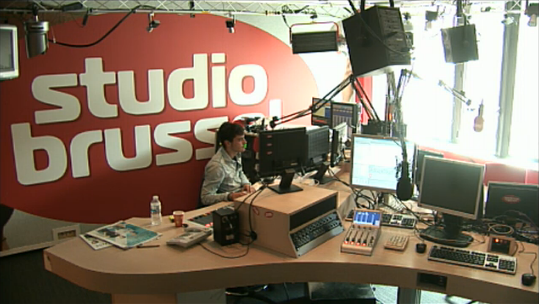
Studio de Studio Brussel, vu depuis la webcam
Ici Joren Carels dans l'émission De Hotlist

## Événements
Chaque année depuis la fin des années '80, il y a le « Tijdloze 100 », avec 100 « chansons intemporelles ». En 2003, 2004 et 2005, Gorki est à la première place avec la chanson Mia. En 2006, 2007, 2008 et 2009, Nirvana est premier avec Smells Like Teen Spirit.
Chaque printemps, Studio Brussel organise StuBru.Uit dans le Vooruit à Gand, un évènement dont de nombreuses artistes Flamandes font leur apparition.
Le 25 mai 2005, le record mondial de piscine foule est établi par le présentateur de Studio Brussel Peter Van de Veire avec 14 minutes et 37 secondes dans le Topsporthal à Gand.
Un des programmes les plus renommés de Studio Brussel est De Afrekening. À la fin de l'année, il y a le Eindafrekening (une compilation des meilleures chansons de l'année).
Il y a parfois des actions ludiques. En 2005, une action commencée par Wim Oosterlinck et qui s'appelle "kippensoepactie" (une action dans laquelle on vend de la soupe préparée avec la viande des poulets) résulte dans une action de soutien pour les victimes du tremblement de terre à Kasjmir (l'action s'appelle "HOOP"). Un disque des "Kippensoep All Stars" est une des apogées de l'action ludique "kippensoepactie".
En même temps que l'action "Serious Request à la chaîne néerlandaise 3FM, Studio Brussel fait ses débuts à la première action de Music For Life le 19 décembre 2006, afin de détruire plus de 30 millions de mines terrestres dans le monde. Peter Van de Veire, Tomas De Soete et Christophe Lambrecht présentent pendant une semaine dans une maison de verre à Louvain un programme des chansons qui sont émises à la demande des auditeurs qui donnent de l'argent pour chaque chanson. Pendant cette période, les présentateurs ne mangent pas. En décembre 2007, la deuxième édition de Music for Life commence à Louvain, cette fois-ci à l'aide de provisions d'eau potable, présentée par Tomas De Soete, Siska Schoeters et Sofie Lemaire à Gand. En décembre 2009, la quatrième action de Music for Life se passe de nouveau à Gand. Les présentateurs sont cette fois-ci Tomas De Soete, Siska Schoeters et Sofie Lemaire. La quatrième édition est au sujet de la malaria.
Studio Brussel célèbre son 25e anniversaire le 25 mars 2008. Le 1er avril 2008, la chaîne se renomme Brudio Stussel pour le poisson d'avril.
Studio Brussel célèbre son 26e anniversaire le 1er avril 2009, cette fois-ci à Hasselt. La chaîne se renomme Studio Hasselt pendant un jour. Le 1er avril 2010, ils ont refait cela, cette fois à Courtrai.

## Identité de la station

### Logos

Logo de Studio Brussel de 2003 au 4 février 2019.
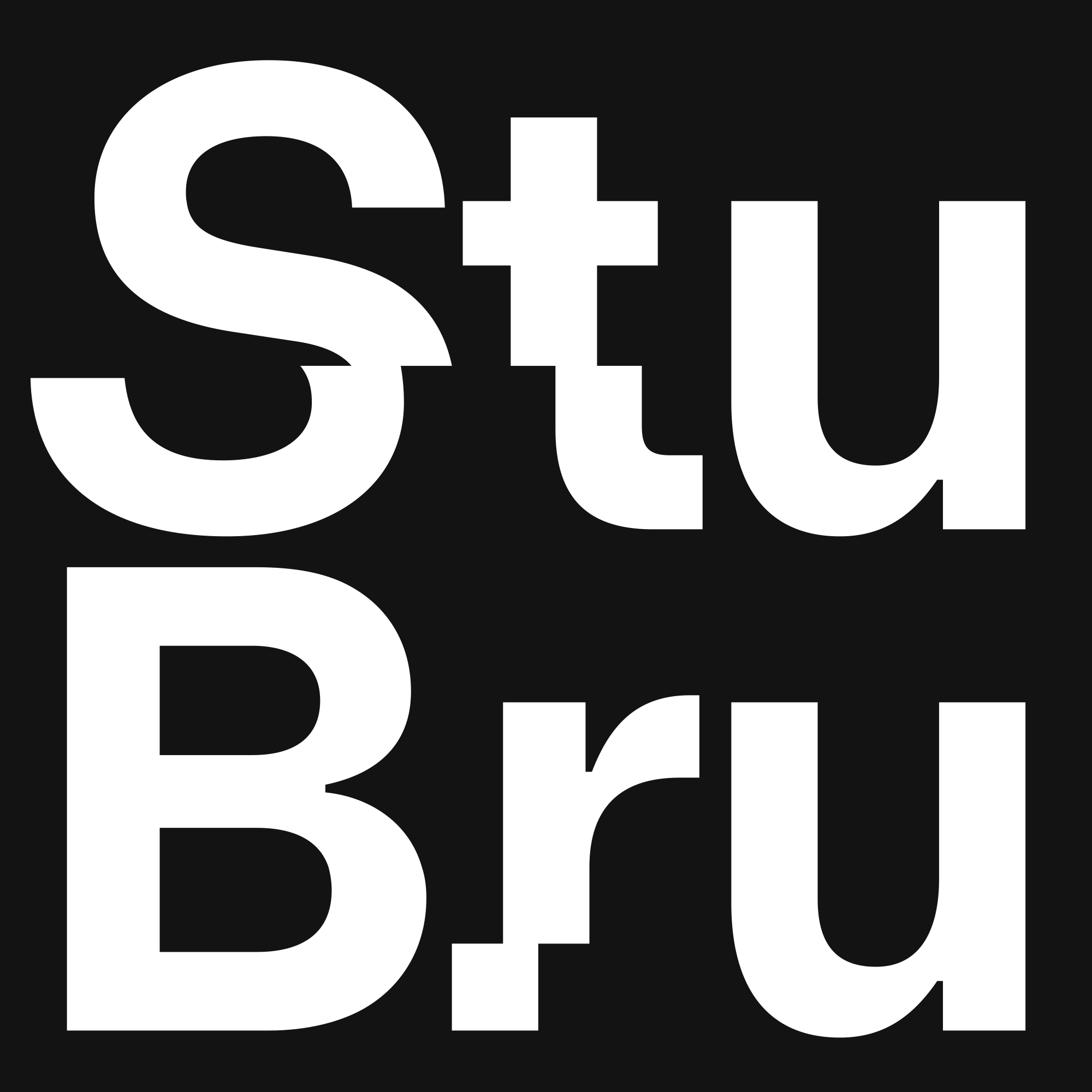
Logo de Studio Brussel depuis le 4 février 2019 jusqu'au 11 novembre 2023.
Depuis le 11 novembre 2023.

### Slogans
« Life is Music! » (« La vie c'est de la musique ! »)